# گندم‌زنگان
گندم‌زنگان (نام علمی: Pucciniaceae) نام یک تیره از راسته زنگار است.